# Wimmerella secunda
Wimmerella secunda är en klockväxtart som först beskrevs av Carl von Linné d.y., och fick sitt nu gällande namn av Serra, M.B.Crespo och Thomas G. Lammers. Wimmerella secunda ingår i släktet Wimmerella och familjen klockväxter. Inga underarter finns listade i Catalogue of Life.